# Phyllostachys violascens
Phyllostachys violascens är en gräsart som beskrevs av Marie Auguste Rivière och Charles Marie Rivière. Phyllostachys violascens ingår i släktet Phyllostachys och familjen gräs. Inga underarter finns listade i Catalogue of Life.